# Robert Varnajo
Robert Varnajo, né le 1er mai 1929 à Curzon (Vendée) et mort le 13 février 2024 à La Roche-sur-Yon, est un coureur cycliste français. Vice-champion du monde amateur en 1950, il a été professionnel de 1951 à 1964. Durant ces années, il remporte Paris-Bourges, Paris-Camembert, les Boucles de la Seine, et la dernière étape du Tour de France 1954, au Parc des Princes. Il se consacre au cyclisme sur piste en demi-fond au début des années 1960, remportant trois titres nationaux.

## Palmarès

### Palmarès amateur
- 1948
  - Paris-Briare
  - Paris-Sézanne
  - 2e de Paris-Beaugency
  - 2e de Paris-Laon
- 1949
  -  Champion de France sur route amateurs
  -  Champion de France des sociétés
  - Paris-Verneuil
  - 3e de Paris-Ézy
  - 5e du championnat du monde sur route amateurs
- 1950
  - Paris-Dolhain :
    - Classement général
    - 1re et 2e (contre-la-montre par équipes) étapes

  - Paris-Vierzon
  - 2e de Paris-Cayeux
  - 2e de Paris-Évreux
  -  Médaillé d'argent au championnat du monde sur route amateurs
  - 3e de Paris-Beaugency
  - 3e du championnat de France militaires sur route

### Palmarès professionnel
| - 1950 - 3e du Critérium des As - 1951 - Circuit du Mont-Blanc - 4e et 5e étape du Tour d'Algérie - Grand Prix du Libre Poitou - 4e étape du Tour du Sud-Est - 3e de Paris-Camembert - 3e du Tour d'Algérie - 1952 - Paris-Camembert - 2e du Critérium International - 4e de Bordeaux-Paris - 5e du championnat du monde sur route - 8e de la Flèche wallonne - 8e de Paris-Roubaix - 1953 - Paris-Bourges - 2e, 4e et 6e étapes du Tour de l'Ouest | - 1954 - Boucles de la Seine - 23e étape du Tour de France - 2e du Circuit des Deux Ponts - 2e du championnat de France sur route - 4e de Bordeaux-Paris - 7e du championnat du monde sur route - 1957 - 3e étape du Tour de Normandie - 2e de Paris-Limoges - 1960 - 2e étape du Tour de l'Ariège - 2e du Tour de l'Ariège |

## Résultats sur les grands tours

### Tour de France
3 participations
- 1954 : 41e, vainqueur de la 23e étape
- 1955 : abandon (8e étape)
- 1958 : abandon (17e étape)

### Tour d'Italie
1 participation
- 1958 : 73e

## Palmarès sur piste

### Championnats du monde
- Rocourt 1963
  -  Médaillé de bronze du demi-fond

### Championnats de France
| - 1961 - 2e du demi-fond - 1962 - Champion de France de demi-fond - 1963 - Champion de France de demi-fond | - 1964 - Champion de France de demi-fond - 1965 - 2e du demi-fond |

## Hommage
Alors que Robert Varnajo y réside, la municipalité de Curzon décide de renommer la principale artère du village du Port-la-Claye en l’honneur du coureur cycliste. La rue Robert-Varnajo, inaugurée le 30 avril 2000, remplace alors la rue de Curzon,.

## Filmographie
- 1953 : Sur deux roues (court-métrage documentaire) de René Lucot, dans son propre rôle